# フラッシュバック (2008年の映画)
『フラッシュバック』（Flashbacks of a Fool）は、2008年のイギリスのドラマ映画。監督はベイリー・ウォルシュ、製作総指揮・主演はダニエル・クレイグ、他の出演はハリー・イーデン、クレア・フォーラニ、フェリシティ・ジョーンズ、エミリア・フォックス、イヴ、ジョディ・メイ、ヘレン・マックロリー、ミリアム・カーリンなど。堕落した生活を送っているハリウッドスターが、かつての親友の死をきっかけに思い出した、自分の人生を変えた故郷でのある事件と、彼が初めて知るその後の悲劇を描いている。
日本劇場未公開。日本ではDVDが2009年6月3日に発売された。

## ストーリー
ジョー・スコットはイギリス出身のハリウッドスター。しかし、酒と女とドラッグにまみれた堕落した生活を送っており、その勝手気ままな生き方から仕事も不調気味だった。そんなある日、母親から幼なじみの親友ブーツが急死したとの連絡が入る。
25年前、10代のジョーはセックスに興味津々。互いに想いを寄せ合っているガールフレンド、ルースがいるものの、近所の欲求不満な人妻イーブリンから誘惑されるままに関係を持ってしまう。そのためルースとの約束の時間に遅刻し、しかも大量のキスマークを付けた状態で現れたことからルースは激怒。2人の関係は終わってしまう。そんないい加減なジョーを殴るブーツ。
ある日、ジョーは再びイーブリンに誘われるままに関係を結ぶが、そのために家を追い出されていたイーブリンの幼い娘ジェーンが不慮の事故で亡くなってしまう。罪悪感に苛まれたジョーは、ジェーンの葬儀の日、こっそりと家を出て行く。
25年後。結局、ブーツの葬儀に間に合わなかったジョー。母親と伯母ペギーはそんなジョーを温かく迎え入れる。翌朝、妹ジェシーに連れられ、ブーツの妻となっていたルースに会いに行くジョー。25年ぶりの再会は穏やかなものだった。
ジョーは、ジェシーが掃除をしていた墓に記された名前に驚く。それはイーブリンの墓であった。実は20年も前にイーブリンは亡くなっていたのだ。ジェシーが語る、娘を亡くして以降のイーブリンの人生は悲惨なものであった。

## キャスト
| 役名                                       | 俳優                     | 日本語吹替 |
| ------------------------------------------ | ------------------------ | ---------- |
| ジョー・スコット（現在）                   | ダニエル・クレイグ       | 田坂浩樹   |
| ジョー・スコット（25年前）                 | ハリー・イーデン         | 田坂浩樹   |
| オフェリア・フランクリン（ジョーの付き人） | イヴ                     |            |
| ロジャース夫人（近所のお婆さん）           | ミリアム・カーリン       |            |
| イーブリン・アダムス（近所の主婦）         | ジョディ・メイ           |            |
| ペギー・ティッケル（ジョーの伯母）         | ヘレン・マックロリー     |            |
| マニー・ミーゼル（ジョーのエージェント）   | マーク・ストロング       | 原田晃     |
| グレース・スコット（ジョーの母）           | オリヴィア・ウィリアムズ |            |
| ジャック・アダムス（イーブリンの夫）       | ジェームズ・ダーシー     |            |
| ルース（現在）                             | クレア・フォーラニ       | 中村公子   |
| ジーン（ヤクの売人）                       | エミリア・フォックス     | 榊原奈緒子 |
| ジェシー・スコット（ジョーの妹、現在）     | キーリー・ホーズ         |            |
| ルース（25年前）                           | フェリシティ・ジョーンズ |            |
| ブーツ・マッケイ（25年前）                 | マックス・ディーコン     |            |
| ケヴィン・ハッブル（25年前）               | アルフィー・アレン       |            |

## 作品の評価
Rotten Tomatoesによれば、21件の評論のうち高評価は38%にあたる8件で、平均点は10点満点中4.5点、批評家の一致した見解は「ダニエル・クレイグの真摯な努力にもかかわらず、『フラッシュバック』は野心的だが練り込みが足りない脚本に苦しんでいる。」となっている。